# Сарај
Сарај (тур. saray од перс. seray), је кућа, двор, палата. У почетку то је био назив за сваку већу грађевину. У Османском царству то су палате владара и достојанственика, царски, везирски или пашин двор (тако је нпр. Сарајево добило име по беговом двору). Резиденција султана у Цариграду на Босфору, на рту између Мраморног мора и Златног Рога, зове се Сарај-буруни. У ширем смислу реч „сарај“ означава не само султанову палату него и читаву послугу, свиту, и страже, а нарочито харем за жене које у њему живе.
За време Пута свиле као одмаралишта за трговачке караване служили су караван сараји.